# Hamilton Thorp
Hamilton Thorp (21 agosto 1973) è un ex calciatore australiano, di ruolo attaccante.

## Carriera

### Club
Thorp vestì la maglia dei Darwin Cubs, prima di passare al West Adelaide. Giocò poi per gli inglesi del Portsmouth, per poi tornare in Australia. Seguirono quindi esperienze con le casacche di Perth Glory, Parramatta Power e Warringah Dolphins, per poi trasferirsi al Northern Spirit.
Tornò in Europa per militare nelle file degli svedesi del Norrköping e del Sylvia. Nel 2004, fu ingaggiato dai norvegesi del Raufoss, militanti nella 1. divisjon. Debuttò l'8 agosto, nel pareggio per 1-1 in casa del Bryne. Il 10 ottobre realizzò l'unica rete, nel pareggio per 1-1 contro il Pors Grenland. Nel 2007, fu in forza al Manly United.